# The World's Greatest Tag Team
The World's Greatest Tag Team is een professioneel worsteltag-team dat actief is in de Ring of Honor (ROH). Dit team was vooral bekend van de World Wrestling Entertainment (WWE). Het team bestaat uit Shelton Benjamin en Charlie Haas.

## In worstelen
- Afwerking en kenmerkende bewegingen
  - Inverted atomic drop door Haas gevolgd door een superkick door Benjamin
  - Leapfrog body guillotine
  - Superkick door Benjamin in een overbruggings German suplex door Haas
  - Powerbomb (Haas) / Diving clothesline (Benjamin) combinatie
  - Double hip toss transitioned into a backbreaker

- Managers
  - Kurt Angle

## Prestaties
- Pro Wrestling Illustrated
  - PWI Tag Team of the Year (2003)

- Ring of Honor
  - ROH World Tag Team Championship (1 keer)

- World Wrestling Entertainment
  - WWE Tag Team Championship (2 keer)